# Ctenotus pantherinus
Ctenotus pantherinus es una especie de lagarto del género Ctenotus, familia Scincidae, orden Squamata.

## Distribución
Se distribuye por Australia, en Nueva Gales del Sur, Territorio del Norte, Queensland, Australia del Sur y Occidental.

## Taxonomía
Fue descrita por Peters en 1866.
Tratamiento taxonómico
La especie aparece registrada y publicada en Mittheilung über neue Amphibien (Amphibolurus, Lygosoma, Cyclodus, Masticophis, Crotaphopeltis) und Fische (Diagramma, Hapalogenys) des Kgl. Zoologischen Museums. Monatsber. Königl. Preuss. Akad. Wissensch. Berlin, 1866: 86-96.